# Jauges du Yacht Club de France
Les jauges du Yacht Club de France sont les différentes jauges de course adoptées par le Yacht Club de France depuis sa fondation en 1867 ou par l'Union des yachts français, association issue du Yacht Club de France, fédérant la voile en France entre 1891 et 1902. Cette époque se termine par l'adoption de la jauge internationale en 1907.   

## Jauges à la longueur
Dès sa création en 1867, le Yacht Club de France se donne pour mission de fédérer tous les clubs et  de donner une jauge unique en France. Après les classes variant suivant les localités et déterminées par la longueur (mais prise sur la quille, à la flottaison ou sur le pont), le YCF garda pour les petites unités qui nous intéressent les séries à la longueur de 5, 6 et 8 mètres, la mesure étant prise de l'avant de l'étrave à l'arrière de l'étambot.

## Jauges au tonnage

### Jauge au tonnage de 1868 du Yacht Club de France
En 1867, à sa création, le Yacht Club de France (YCF), autorité nationale, utilise la jauge Thames Measurement. M. Benoit-Champy, membre du YCF, est chargé de normaliser les jauges de course en France. Chaque grand club possède sa jauge au tonnage, ou à la longueur. Le congrès des sociétés nautiques de 1868 se conclut par la  préconisation de la jauge au tonnage de Benoit-Champy :
{\displaystyle YCF\ 1868\ Tonnage={\frac {Longueur\cdot Bau\cdot Creux}{5}}}
Cette jauge est destinée aux bateaux de plus de 11 mètres de longueur entre perpendiculaires. 
{\displaystyle Longueur} représente la longueur intérieure au pont entre l'étrave et l'étambot, {\displaystyle Bau} la plus grande largeur hors bordage, {\displaystyle Creux} le creux de la carène au maître-bau, éventuellement augmenté d'une partie de la hauteur de la quille et de celle de la dérive.

### Première jauge nationale française au tonnage de 1886
Chaque région, chaque société nautique, n'en fait cependant qu'à sa tête et aménage cette jauge au tonnage selon ses particularités locales. Il faut attendre le congrès de 1886 pour voir la création d'une première jauge nationale française. Cette formule de jauge est le résultat d'un compromis de dernière minute proposé par Gustave Caillebotte, représentant la Société des régates de Deauville-Trouville, formule de 1879 empruntée à l'ingénieur Norvégien E. Singling. 
{\displaystyle YCF\ 1886\ Tonnage={\frac {({\frac {P}{4}})^{2}\cdot (LWL-{\frac {B}{2}})}{2}}}
- {\displaystyle P} représente le périmètre d'une demi-section du pont à la quille,
- {\displaystyle LWL} la longueur de flottaison,
- {\displaystyle B} le maître-bau.

S'ajoutent à la formule des contraintes sur la longueur des élancements, le nombre d'équipiers et une pénalisation de 10 % pour les bateaux munis d'une dérive.
La formule varie suivant les sources : le diviseur est égal à 2 selon Daniel Charles, D sans précision de sa valeur selon Jean Sans. Thalassa la présente (old french tonnage) sous la forme {\displaystyle Tonnage={\frac {G^{2}\cdot (2\cdot LWL-B)}{176}}}, {\displaystyle G} étant le périmètre, soit {\displaystyle G=2\cdot P}.

## Jauges à trois dimensions
Un nouveau congrès des sociétés nautiques se réunit en 1892, cette fois à l'initiative de l'Union des yachts français (UYF) fondée le 23 juin 1891 à partir du Yacht Club de France. 

### Jauge Godinet de 1892
La jauge Godinet est adoptée. C'est la première jauge à prendre en compte la voilure en plus de la longueur et du périmètre permettant d'évaluer le tonnage. Elle peut donc être considérée comme à trois dimensions, bien que le rating obtenu soit un tonnage. Seule, en France, la jauge à restrictions des 30 m2 du Cercle de la voile de Paris de 1889 avait préalablement considéré la voilure dans la jauge d'une classe de voiliers.
{\displaystyle UYF\ 1892\ Tonnage={\frac {(L-0,25\cdot P)\cdot P\cdot {\sqrt {S}}}{130}}}
où :
- {\displaystyle L} = longueur de flottaison,
- {\displaystyle P} = périmètre de la coque : bau + chaîne (le bau étant mesuré à la section transversale où la chaîne tendue mesurée de bord à bord en passant sous la quille est la plus longue),
- {\displaystyle S} = surface de la voilure : surface de la grand-voile + surface du triangle avant,
- {\displaystyle T} = jauge en tonneaux.

### Jauge Méran de 1899
Cette jauge est ensuite modifiée en 1899 suivant la formule Méran :
{\displaystyle UYF\ 1899\ Tonnage={\frac {(L-0,25\cdot P)\cdot P\cdot S}{1\ 000\cdot {\sqrt {M}}}}}.
Les éléments de calcul sont identiques à ceux de la jauge Godinet, {\displaystyle M} étant l'aire de la maîtresse section.

## Jauge internationale linéaire de 1906
Au congrès le Londres de 1906 le Yacht Club de France, et la Yacht Racing Association adoptent la jauge internationale, dans la continuité de la seconde jauge linéaire de l'YRA.